# 平野ドライビングスクール
平野ドライビングスクール（ひらのドライビングスクール）は、大阪府にある大阪府公安委員会指定の自動車教習所。
旧校名は「東大阪自動車教習所」（登記上での運営も「株式会社東大阪自動車教習所」）

## 所在地・アクセス
- 大阪市平野区加美正覚寺4-3-21
- 平野区・生野区・東住吉区の各方面へのスクールバスあり

## 取得免許
- 第一種普通自動車免許（MT・AT）